# Iglesia de San Justo y San Pastor de Son
La iglesia de San Justo y San Pastor de Son es una iglesia románica situada en el pueblo de Son del Pino, del municipio de Alto Aneu (Pallars Sobirá).
El templo fue construido entre los siglos XI y XII y aparece citada por primera vez en el año 1076 en un acta de donación de los alodios de Son en Santa Maria de la Seu. Consta de una sola nave con añadidos posteriores de capillas laterales y la sacristía, la nave está encabezada por un ábside con decoración lombarda, arcos y lesenas, y está iluminado por tres ventanas repartidas de forma desigual. En la fachada de mediodía se abre una puerta en arco de medio punto debajo de un porche.
El elemento más destacado es sin duda el esbelto campanario cuadrado con una escalera interior. Consta de cuatro niveles de ventanas separados por arcos lombardos con lesenas los lados. Las ventanas del primer piso son de derrame recto, las del segundo geminadas, y el resto triforadas. Las columnas de las ventanas están separadas por columnas de fuste cilíndrico liso con capiteles mensuliformes. El campanario está rematado con un tejado de pizarra y una aguja bastante alta.
En el interior, podemos observar un retablo gótico de Pere Espallargues del siglo XV, que consta de 23 piezas que representan diversas escenas: la Virgen y el niño, la Anunciación, la Visitación, la Natividad, la Epifanía y el martirio de los Santos Justo y Pastor, entre otras representaciones sacras. También se han conservado tres pilas, una bautismal semiesférica y decorada con motivos vegetales y un animal, y dos de aceite. En el exterior, además del porche ante la portada, y un interesante esconjuradero de planta de herradura con un bonito veleta de hierro forjado que representa un pastorcillo.